# Companyia d'Aventurers Reials a l'Àfrica
La Companyia d'Aventurers Reials a l'Àfrica fou una companyia mercantil establerta per la família Stuart i negociants de Londres, per comerciar per la costa africana occidental. El seu president en fou Jaume duc de York, germà del rei Carles II, i el seu propòsit original fou explotar els camps d'or d'amunt del riu Gàmbia, que havien estat identificats pel príncep Rupert durant l'interregne, i quedà establerta quan Carles II va obtenir el tron anglès a la restauració de 1660. No obstant això, aviat es va dedicar principalment al tràfic d'esclaus i altres afers.
El seu nom original oficial fou Company of Royal Adventurers Trading to Africa (Companyia d'Aventurers Reials Comerciant a Àfrica), per la seva carta de fundació emesa el 1660, quan va rebre el monopoli del comerç anglès a l'Àfrica Occidental, però sempre fou coneguda pel nom més abreujat de Royal Adventurers in Africa Company o Companyia d'Aventurers Reials a l'Àfrica. Amb l'ajuda de la marina i l'exèrcit, va establir diversos forts a la costa africana occidental, que van servir de bases comercials i operatives i alhora servien per confiscar alguns vaixells anglesos que intentaven operar violant el monopoli concedit. El rei rebia la meitat dels ingressos nets de la companyia i aquesta es quedava amb l'altra meitat.
La companyia va fer fallida el 1667, durant la guerra amb els Països Baixos; la guerra havia esclatat precisament quan l'almirall Robert Holmes, al servei de la companyia, havia atacat els establiments comercials holandesos a l'Àfrica occidental el 1664; en els combats que van seguir, la companyia va perdre gairebé tots els seus forts a la costa, excepte el de Cape Corse. Després d'això, i durant una anys, la companyia va mantenir un comerç marginal i inconnex, inclosa la concessió de llicències als comerciants privats d'un sol viatge; però el màxim esforç fou la creació, el 1668, d'una nova companyia separada, anomenada Aventurers de Gàmbia (coneguda, també, com a Companyia de Mercaders del Gàmbia o The Gambian Merchants' Company), a la que es va concedir una llicència de deu anys, pel comerç africà al nord del golf de Benín amb efecte d'1 de gener de 1669.
La successora en fou la Companyia Reial Africana.

## Agents de la Companyia
- 1663: Francis Selwyn i Thomas Allen.
- 1663: Francis Selwyn (sol).
- 1663 – 1664: Set Comerciants (feien rotació cada mes, incloent a Selwyn).
- 1664 – 1665: Francis Selwyn (segona vegada, presoner dels holandesos el gener de 1665).
- 1665 – 1667: Gilbert Beavis (a Cape Coast).
- 1667 – 1672: Thomas Pearson.
- 1672: Abraham Holditch.